# QF 13ポンド 9cwt高射砲
QF 13ポンド 20cwt高射砲とは、第一次世界大戦期のイギリスで主力となった移動式高射砲であり、主に海外の戦場で使用された。名称の「13ポンド」は砲弾の重さに由来し、「13cwt」は砲身と砲尾の合計重量（1cwt = 1ハンドレッドウェイト = 112ポンド、9cwt = 1,008ポンド）を示す。後者は他の｢13ポンド｣と呼称される砲と区別するために用いられた。

## 歴史
第一次世界大戦初期に登場したQF 13ポンド砲やQF 18ポンド砲を原型とする高射砲はいずれも性能が不十分であった。本砲は18ポンド砲の砲身及び砲尾とライナーを組み合わせることで口径を3.3インチ（84mm）から3インチ（76mm）に減少している。これにより砲弾は18ポンド砲のものよりやや小さいものを用いるが、薬莢と装薬は18ポンド砲のものをそのまま用いるために結果として初速が向上している。薬莢のネック部はやや細くすることで18ポンド砲弾よりもやや小さい13ポンド砲弾を保持することができる。
初期のMk.III砲架は13ポンド Mk.II高射砲架を原型としている。しかしながらこの砲架はより強力な18ポンド弾の薬莢による反動に対しては強度不足であることが判明した。Mk.IV砲架では砲架の高さを9インチ（230mm）高くし、後座長を24インチ（610mm）から35インチ（890mm）に増すことで砲架にかかる力を減少させている。
一部の砲は2輪の野戦運搬車に載せられた高角砲架を用いており、イタリア戦線で使用された。本項の参考文献の1つ、『British Artillery Weapons & Ammunition 1914-1918』の著者であるホッグとサーストンはこの砲架を用いることで理論的には本砲を高射砲・野砲・榴弾砲として運用することが可能であるが、公式的に採用されることはなく試作品のようなものであった可能性があると主張している。一方で『History of the Royal Regiment of Artillery. Anti-Aircraft Artillery, 1914-55』の著者であるラウトレッジによると、これらの砲架はイタリアに展開した第4高射集団（4th AA Group）に高射砲が届けられた際に一部の砲は砲架が無い状態であり、現地部隊が即席で作ったものであるとしている。

## 戦歴

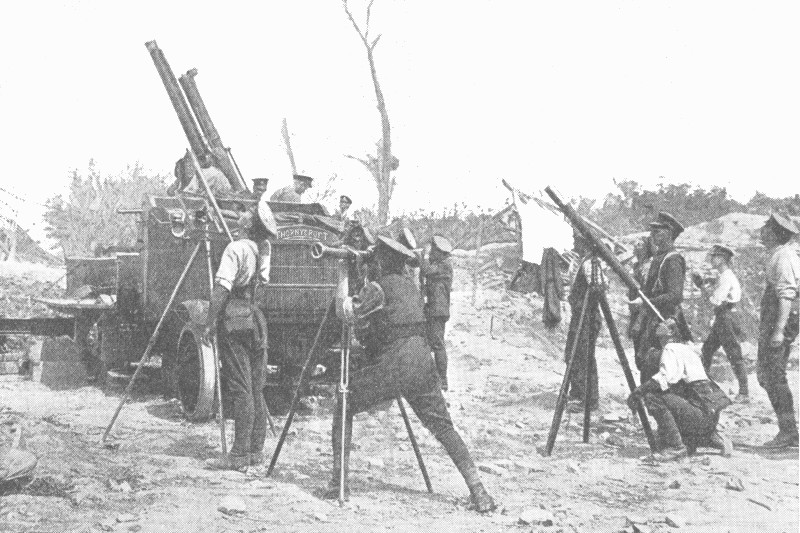
ソーニクロフト(Thornycroft)J型運搬車に搭載された本砲。中央の砲手は高度/信管指示器(Height/Fuse Indicator, HFI)を操作し、右側の砲手は望遠鏡を覗いている。

戦争が進むと本砲の任務のうちドイツの爆撃機に対するイギリス本土防空任務はより強力なQF 3インチ 20cwt高射砲が担うこととなった。しかしながら他の戦域では引き続き使用された、本砲は通常中型運搬車に搭載して運用されており、ソーニクロフトJ型運搬車（左画像参照）は時速18マイルで行動することができた。本砲は通常1ヶ班に2門が配備された。西部戦線において本砲に与えられた主な役割は歩兵の縦隊・飛行場・基地・物資集積所・観測気球を航空機の攻撃から守ることであった。
航空機の高度の計算速度の向上や砲弾が至近距離に到達するであろう航空機の未来位置の予測を可能にする新技術の導入は、砲自体の改良と同じように重要であった。航空機の性能は1918年までに飛行速度は毎時100マイル以上・飛行高度は20,000フィート以上に達しており、これによって昔ながらの信頼性のある射撃技法は旧式化することとなった。砲弾は仰角25°で射撃した際に高度5,000フィート（1,500m）に達するのに10.1秒、仰角40°で高度10,000フィート（3,000m）に達するのに15.5秒、仰角55°で高度15,000フィート（4,500m）に達するのに22.1秒を要する。よって目標となる航空機の10から22秒先の未来位置を予測し、正しい高度で砲弾が炸裂するよう信管を設定する必要があった。
第一次大戦の終結までに13ポンド高射砲班にはウィルソン・ダルビー（Wilson-Dalby）式照準算定機2基・UB2測遠機・高度/信管指示器（Height/Fuse Indicator, HFI）・敵識別用の望遠鏡が配備された。このうちウィルソン・ダルビー式照準算定機は初歩的な電算機であり、視距測量により予測を行うものである。高射砲に対抗するために、ドイツ軍の航空機は攻撃を行う際は数百フィートという低高度を飛行した。敵機が低高度を飛行しても高射砲は射撃を続けることは可能であるが、砲弾が防御対象の頭上で炸裂することになってしまうために好ましいものではなかった。このような低高度で飛行する目標に対しては防御用の機関銃を使用することが可能であった。対空射撃では直撃によって敵機を撃墜することはほとんどなく、必要とされた弾丸の量は撃墜1機当たり4,000から4,500発であった。しかしながら高射砲の運用法としては単純に個々の目標を射撃するという方法よりも、十字砲火によって空域を制圧する方法がしばしばとられた。ラウトレッジ准将は「イギリス遠征軍（この場合は西部戦線の言い換え）では長距離阻止射撃が強調されており、実際に第4軍においてこれはBRAの方針であった。したがって敵機の撃墜はまれであり、更にイギリスと同じく高射砲と航空機の担当区域が分けられていなかったことで航空機の活動は阻害されてしまった。」と書き留めている。
更にラウトレッジは第一次大戦時のイギリスにおける歩兵と高射砲の連携は一般的に未熟であったと評している。しかしながら彼は1918年末のイタリア戦線における連合軍のピアーヴェでの攻勢において第4高射集団のS大隊及びV大隊が本砲を機動的に運用し、対空・対地射撃による歩兵部隊の近接支援を実施したという成功例も挙げている。この戦術は第二次世界大戦後期に一般的になったものである。
第一次大戦の終結時点で306門の本砲が世界各地で任務に就いていた。また西部戦線で運用されていた各種高射砲の合計数は348門であったが、そのうち232門が本砲であった。

## 性能
下記の表は第一次大戦期のイギリス製高射砲の性能を比較したものである。
| 砲の種類                       | 初速(ft/s) | 弾量(lb) | 到達所要時間(s) (5,000ft、 射角25°) | 到達所要時間(s) (10,000ft、 射角40°) | 到達所要時間(s) (15,000ft、 射角55°) | 最大到達高度(ft) |
| QF 13ポンド 6cwt高射砲         | 1,600      | 12.5     | ?                                   | ?                                    | ?                                    | 17,000           |
| QF 13ポンド 9cwt高射砲         | 1,990      | 12.5     | 10.1                                | 15.5                                 | 22.1                                 | 19,000           |
| QF 12ポンド 12cwt高射砲        | 2,200      | 12.5     | 9.1                                 | 14.1                                 | 19.1                                 | 20,000           |
| QF 3インチ 20cwt高射砲(1914年) | 2,500      | 12.5     | 8.3                                 | 12.6                                 | 16.3                                 | 23,500           |
| QF 3インチ 20cwt高射砲(1916年) | 2,000      | 16       | 9.2                                 | 13.7                                 | 18.8                                 | 22,000           |
| QF 4インチ マーク V 艦砲(WWI)  | 2,350      | 31       | 4.4                                 | 9.6                                  | 12.3                                 | 28,750           |
| QF 4インチ マーク V 艦砲(WWII) | 2,350      | 31       | ?                                   | ?                                    | ?                                    | 31,000           |

## 現存する本砲
- ダックスフォード帝国戦争博物館にはソーニクロフト運搬車に搭載された状態の本砲（Mk.III型）が展示されている。（参考：コモンズの画像）

## 注釈

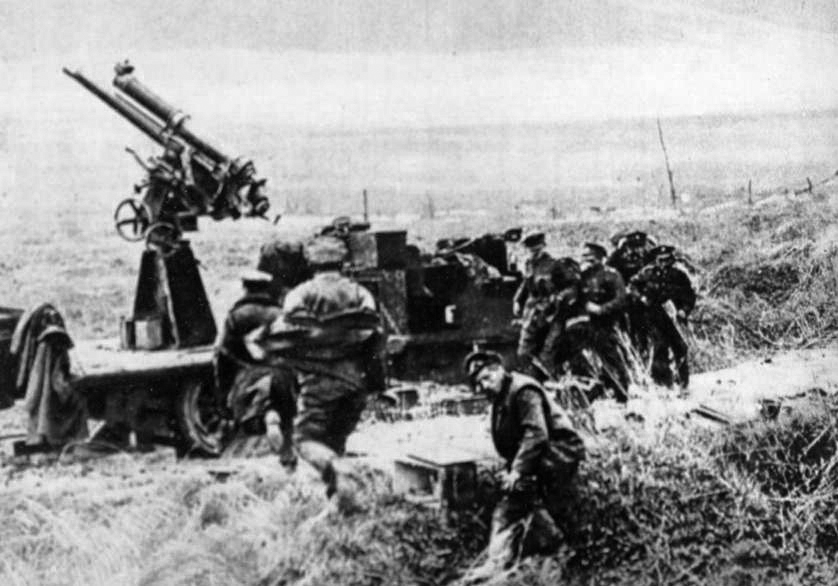
操作台上の本砲に駆け寄るカナダ兵。1918年8月撮影。

## 登場作品
『キングコング』
アメリカ陸軍の高射砲として登場。ニューヨーク市内を闊歩するキングコングに対して使用される。